# Кукячяйское староство
Кукячяйское староство (лит. Kukečių seniūnija) — одно из 11 староств Кельмеского района, Шяуляйского уезда Литвы. Административный центр — деревня Кукячяй.

## География
Расположено на Восточно-Жеймайтском плато Жемайтской возвышенности, в центрально-западной части Литвы, на северо-востоке Кельмеского района.
Граничит с Кельмеским апилинкским староством на западе, Шаукенайским — на северо-западе, Кельмеским — на юго-западе, Лёляйским — на юге, Титувенайским апилинкским — на востоке, и Бубяйским староством Шяуляйского района — на севере.

## Население
Кукячяйское староство включает в себя 70 деревень и 12 хуторов.